# Euphonia (Berlioz)
Euphonia ou la ville musicale est une nouvelle d'Hector Berlioz publiée en 1844 dans la Revue et gazette musicale de Paris puis, dans une version remaniée en 1852, dans le recueil Les Soirées de l'orchestre.

## Publication
Euphonia paraît d'abord dans la Revue et gazette musicale de Paris en cinq feuilletons, du 18 février au 24 mars 1844, avant de figurer sous une forme remaniée comme vingt-cinquième et dernière nouvelle des Soirées de l'orchestre, recueil publié en cinq grands numéros de la Revue et gazette musicale de Paris, du 19 septembre au 17 octobre 1852, puis en volume par Michel Lévy en décembre 1852.

## Présentation
Selon Béatrice Didier, « Euphonia est probablement la nouvelle qui permet le mieux de voir l'originalité de Berlioz conteur romantique et comment s'opère chez lui la jonction entre langage musical et langage littéraire ».
Dans la première version, publiée à partir du 18 février 1844, les personnages portent des noms anacycliques :
- Xilef (pour Félix), compositeur et préfet des instruments à cordes de la ville musicale d'Euphonia, éponyme de la nouvelle ;
- Rotceh (Hector), compositeur et préfet des instruments à vent ;
- Ellimac (Camille), cantatrice danoise ;
- Mme Ellianac (Canaille), sa mère ;
- Eérised (Désirée), sa femme de chambre.

Ces personnages renvoient à des personnes réelles et des événements repris dans les Mémoires de Berlioz et font écho au chapitre « Distraction violente » : pour les principaux, en Xilef se cache le compositeur Ferdinand Hiller, en Rotceh, Berlioz lui-même, et en Ellimac « à peine déguisée » la pianiste Camille Moke, éphémère fiancée du compositeur. Ces éléments sont estompés dans la version publiée au sein des Soirées de l'orchestre, Rotceh devenant Shetland, Ellimac, Mina, Mme Ellianac, Mme Happer, et Eérised, Fanny.
Dominique Catteau soutient que le nom imaginaire Xilef renvoie à Felix Mendelssohn, même si « les faits et gestes de Xilef sont ceux de Berlioz sans conteste ». De même, l'auteur semble vouloir « répondre trait pour trait aux admirations révoltantes (pour lui) qu'avait auparavant éprouvées Stendhal, dont Shetland est l'anagramme ».

## Analyse
Euphonia est une nouvelle d'anticipation, dont l'action se déroule en 2344. Le lecteur est projeté dans une utopie proche de la science-fiction où Berlioz anticipe le développement de l'industrie et de l'aviation, évoquant en particulier des navires et locomotives volantes.
L'écriture de la nouvelle, « sorte de feu d'artifice futuriste », réunit plusieurs techniques : lettres entre les personnages, récits à la troisième personne, et dialogue au caractère « théâtral ».

### Euphonia, conte cruel
S'inscrivant dans le courant du romantisme frénétique, la nouvelle se clôt en une sanglante apothéose qui « exploite tous les ressorts du mauvais goût le plus « gothique » : machinerie et machination diaboliques, sarcasmes, désespoir, cris, folie, suicide ». David Cairns, biographe de Berlioz, considère « ce dénouement d'une horreur et d'un grotesque dignes d'Edgar Allan Poe ».

### Euphonia, la ville musicale
Un chapitre est consacré à la description de la ville d'Euphonia, « petite ville de douze mille âmes, située sur le versant du Hartz, en Allemagne », dont tous les habitants, « Euphoniens, hommes, femmes et enfants, s’occupent exclusivement de chanter, de jouer des instruments, et de ce qui se rapporte directement à l’art musical ».

## Postérité
La nouvelle a inspiré le compositeur Michaël Levinas, qui compose un mélodrame lyrique adapté de l’œuvre de Berlioz, Euphonia 2344, créé en 2019 — après une première version en 2003 — lors du festival Berlioz,.
Laurent Petitgirard est aussi l'auteur en 1988 d'un ballet symphonique, Euphonia, dont l'argument est tiré de la nouvelle de Berlioz.

### Éditions
- Hector Berlioz, Les Soirées de l'orchestre, Paris, Calmann Lévy, 1878, 3e éd. (1re éd. 1852), 428 p. (lire en ligne).
- Hector Berlioz et Léon Guichard (éd.), Les Soirées de l'orchestre, Paris, Gründ, 1968, 649 p. (ISBN 2-7000-2102-9), p. 331-377, avec une préface d'Henry Barraud,
- Hector Berlioz, Euphonia ou la ville musicale, Toulouse, Ombres, coll. « Petite bibliothèque », 1992, 79 p. (ISBN 2-905964-54-5)
- Hector Berlioz et Alain Galliari (notes et postface), Le Suicide par enthousiasme, et autres nouvelles, Paris, L'arche, 1995, 141 p. (ISBN 2-85181-365-X), p. 59-107Texte original de 1844.

### Biographies
- Hector Berlioz, Mémoires, Paris, Flammarion, coll. « Harmoniques », 1991 (ISBN 978-2-7000-2102-8) présentés et annotés par Pierre Citron.
- David Cairns (trad. de l'anglais), Hector Berlioz. Servitude et grandeur (1832-1869), Paris, Fayard, 2002, 944 p. (ISBN 2-213-61250-1) traduit par Dennis Collins.
- Pierre Citron, Cahiers Berlioz no 4, Calendrier Berlioz, La Côte-Saint-André, Musée Hector-Berlioz, 2000 (ISSN 0243-3559).

### Monographies
- (en) Jacques Barzun, Berlioz and the Romantic Century, vol. 2, Little, Brown & C°, 1950, 511 p.
- Dominique Catteau, Hector Berlioz ou La philosophie artiste, vol. 1, Paris, Publibook, 2001, 292 p. (ISBN 2-7483-2011-5).
- Pierre-René Serna, Berlioz de B à Z, Paris, Van de Velde, 2006, 264 p. (ISBN 2-85868-379-4).

### Articles
- Marie Blaise, « La musique et la cruauté : Euphonia d’Hector Berlioz », dans Sylvie Triaire et François Brunet (dir.), Aspects de la critique musicale au XIXe siècle, Montpellier, Presses universitaires de la Méditerranée, 2002 (ISBN 9782367810553, lire en ligne), p. 227-250.
- Béatrice Didier, « Hector Berlioz et l'art de la nouvelle », Romantisme, no 12,‎ 1976, p. 19-26 (lire en ligne).
- Joël-Marie Fauquet, Catherine Massip et Cécile Reynaud (dir.), Berlioz : textes et contextes, Paris, Société française de musicologie, 2011, 326 p. (ISBN 978-2-853-57022-0).
  - Éric Bordas, Présences rythmiques de Berlioz écrivain, p. 119–131.
  - Joël-Marie Fauquet, L'imagination scientifique de Berlioz, p. 167–180.
  - David Charlton (trad. Cécile Reynaud), Sur le chemin d'Euphonia : la « promotion » de la musique ancienne par Berlioz, p. 191–208.
- (en) Inge Van Rij, « Back to (the Music of) the Future: Aesthetics of Technology in Berlioz's Euphonia and Damnation De Faust », Cambridge Opera Journal, Cambridge University Press, vol. 22, no 3,‎ novembre 2010, p. 257–300 (lire en ligne).
- Christian Wasselin, « Au miroir d'E.T.A. Hoffmann », dans Christian Wasselin et Pierre-René Serna (éd.), Cahier Berlioz, Paris, L'Herne (no 77), 2003 (ISBN 2-85197-090-9), p. 258-267.